# 2287 pr. n. št.

## Smrti
- Pepi I., faraon iz Šeste egipčanske dinastije (* ni znano)